# Список беев Туниса

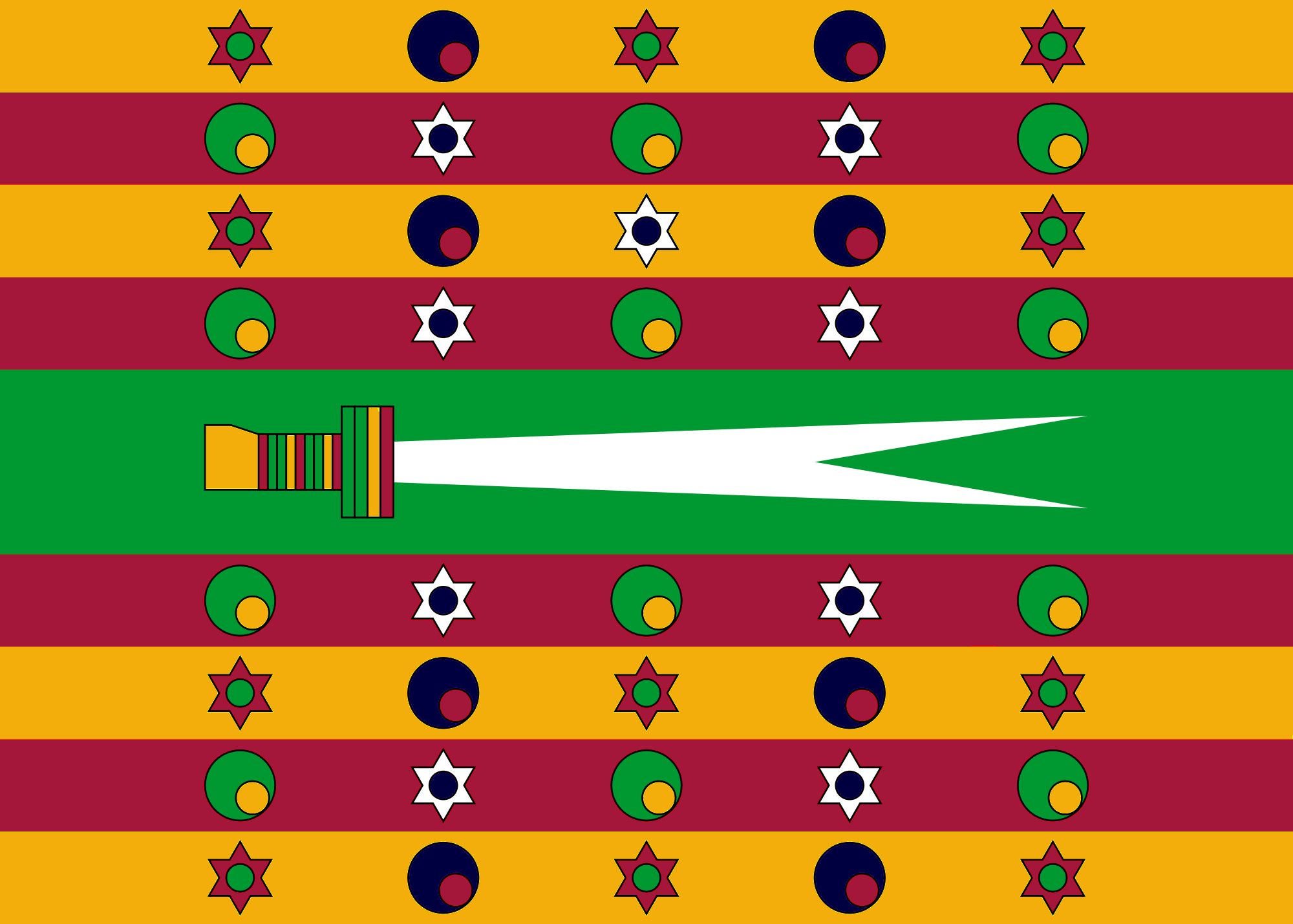
Флаг беев Туниса

Беи Туниса были монархами этой североафриканской страны с 1705 года, когда на престол вступила династия Хусейнидов, до 1957 года, когда была монархия упразднена и провозглашена Тунисская Республика.

## История
Первым правителем Туниса из династии Хусейнидов критского происхождения стал Аль-Хусейн I ибн Али, вступивший на престол 15 июля 1705 года, после того как пали Мурадиды. Большую часть своей истории Хусейниды правили с титулом бея. Хусейниды правили Тунисом под сюзеренитетом Османской империи до 12 мая 1881 года, когда Мухаммед III ас-Садик подписал Бардоский договор, по которому Тунис перешёл под контроль Франции в качестве протектората. После обретения независимости от Франции 20 марта 1956 года было провозглашено Королевство Тунис и бей Мухаммад VIII аль-Амин принял титул короля. В этом статусе он правил страной чуть больше года, пока премьер-министр Хабиб Бургиба не сверг династию Хусейнидов и объявил Тунис республикой 25 июля 1957 года.

## Список беев Туниса (1705—1956)
| №  | Портрет | Фамилия                                                 | Годы жизни                                   | Срок полномочий       | Срок полномочий       | Срок полномочий  | Династия  | Примечания                                                                                               |
| №  | Портрет | Фамилия                                                 | Годы жизни                                   | Начало царствования   | Конец царствования    | Срок             | Династия  | Примечания                                                                                               |
| -- | ------- | ------------------------------------------------------- | -------------------------------------------- | --------------------- | --------------------- | ---------------- | --------- | --- |
| 1  |         | Аль-Хусейн I ибн Али араб. الحسين الأول بن علي التركي‎   | 1669 — 13 марта 1740 (71 год)                | 15 июля 1705          | 7 сентября 1735       | 30 лет 54 дня    | Хусейниды | Основатель династии Хусейнидов. Был смещён и казнён племянником при поддержке алжирского дея             |
| 2  |         | Абу-ль-Хасан Али I араб. أبو الحسن علي الأول‎            | 30 июня 1688 — 22 сентября 1756 (68 лет)     | 7 сентября 1735       | 22 сентября 1756      | 21 год 15 дней   | Хусейниды | Племянник Аль-Хусейна I ибн Али                                                                          |
| 3  |         | Мухаммад I ар-Рашид араб. محمد الأول الرشيد‎             | 1710 — 12 февраля 1759 (49 лет)              | 22 сентября 1756 года | 12 февраля 1759 года  | 2 года 143 дня   | Хусейниды | Сын Аль-Хусейна I ибн Али                                                                                |
| 4  |         | Али II ибн Хуссейн араб. علي الثاني بن حسين‎             | 24 ноября 1712 — 26 мая 1782 (69 лет)        | 12 февраля 1759 года  | 26 мая 1782 года      | 23 года 103 дня  | Хусейниды | Сын Аль-Хусейна I ибн Али                                                                                |
| 5  |         | Хаммуда ибн Али араб. حمودة بن علي‎                      | 9 декабря 1759 — 15 сентября 1814 (54 года)  | 26 мая 1782 года      | 15 сентября 1814 года | 32 года 112 дней | Хусейниды | Сын Али II ибн Хуссейна                                                                                  |
| 6  |         | Усман ибн Али араб. عثمان بن علي‎                        | 27 мая 1763 — 20 декабря 1814 (51 год)       | 15 сентября 1814 года | 20 декабря 1814 года  | 96 дней          | Хусейниды | Сын Али II ибн Хуссейна. Убит племянником Махмудом ибн Мухаммадом                                        |
| 7  |         | Махмуд ибн Мухаммад араб. محمود بن محمد‎                 | 10 июля 1757 — 28 марта 1824 (66 лет)        | 20 декабря 1814 года  | 28 марта 1824 года    | 9 лет 99 дней    | Хусейниды | Сын Мухаммада I ар-Рашида                                                                                |
| 8  |         | Аль-Хусейн II ибн Махмуд араб. الحسين الثاني بن محمود‎   | 5 марта 1784 — 20 мая 1835 (51 год)          | 28 марта 1824 года    | 20 мая 1835 года      | 11 лет 53 дня    | Хусейниды | Сын Махмуда ибн Мухаммада                                                                                |
| 9  |         | Мустафа ибн Махмуд араб. مصطفى بن محمود‎                 | 1786 — 10 октября 1837 (51 год)              | 20 мая 1835 года      | 10 октября 1837 года  | 2 года 143 дня   | Хусейниды | Сын Махмуда ибн Мухаммада                                                                                |
| 10 |         | Ахмад I ибн Мустафа араб. أحمد الأول بن مصطفى‎           | 2 декабря 1806 — 30 мая 1855 (48 лет)        | 10 октября 1837 года  | 30 мая 1855 года      | 17 лет 232 дня   | Хусейниды | Сын Мустафы ибн Махмуда                                                                                  |
| 11 |         | Мухаммад II ибн аль-Хуссейн араб. محمد الثاني بن الحسين‎ | 18 сентября 1811 — 22 сентября 1859 (48 лет) | 30 мая 1855 года      | 22 сентября 1859 года | 4 года 115 дней  | Хусейниды | Сын Аль-Хуссейна II ибн Махмуда                                                                          |
| 12 |         | Мухаммад III ас-Садик араб. محمد الثالث الصادق‎          | 7 февраля 1813 — 27 октября 1882 (69 лет)    | 22 сентября 1859 года | 27 октября 1882 года  | 23 года 35 дней  | Хусейниды | Сын Аль-Хуссейна II ибн Махмуда                                                                          |
| 13 |         | Али III ибн аль-Хуссейн араб. علي الثالث بن الحسين‎      | 14 августа 1817 — 11 июня 1902 (84 года)     | 28 октября 1882 года  | 11 июня 1902 года     | 19 лет 226 дней  | Хусейниды | Сын Аль-Хуссейна II ибн Махмуда                                                                          |
| 14 |         | Мухаммад IV аль-Хади араб. محمد الرابع الهادي‎           | 24 июня 1855 — 11 мая 1906 (50 лет)          | 11 июня 1902 года     | 11 мая 1906 года      | 3 года 334 дня   | Хусейниды | Сын Али III ибн аль-Хуссейна                                                                             |
| 15 |         | Мухаммад V ан-Насир араб. محمد الخامس الناصر‎            | 14 июля 1855 — 10 июля 1922 (66 лет)         | 11 мая 1906 года      | 10 июля 1922 года     | 16 лет 60 дней   | Хусейниды | Сын Мухаммада II ибн аль-Хуссейна                                                                        |
| 16 |         | Мухаммад аль-Хабиб араб. محمد السادس الحبيب‎             | 13 августа 1858 — 11 февраля 1929 (70 лет)   | 10 июля 1922 года     | 11 февраля 1929 года  | 6 лет 216 дней   | Хусейниды | Двоюродный брат Мухаммада V ан-Назира                                                                    |
| 17 |         | Ахмад II ибн Али араб. أحمد الثاني بن علي‎               | 13 апреля 1862 — 19 июня 1942 (80 лет)       | 11 февраля 1929 года  | 19 июня 1942 года     | 13 лет 128 дней  | Хусейниды | Сын Али III ибн аль-Хусейна                                                                              |
| 18 |         | Мухаммед VII аль-Мунсиф араб. محمد المنصف باي‎           | 4 марта 1881 — 1 сентября 1948 (67 лет)      | 19 июня 1942 года     | 15 мая 1943 года      | 330 дней         | Хусейниды | Сын Мухаммада V ан-Насира. Смещён Свободными французскими силами за сотрудничество с Режимом Виши        |
| 19 |         | Мухаммад VIII аль-Амин араб. الأمين باي بن محمد الحبي‎   | 4 сентября 1881 — 30 сентября 1962 (81 год)  | 15 мая 1943           | 20 марта 1956         | 12 лет 310 дней  | Хусейниды | Сын Мухаммада VI аль-Хабиба. Провозглашён королём Туниса. Последний монарх Туниса из династии Хусейнидов |